# Manuel de Falla
Manuel de Falla, född 23 november 1876 i Cádiz, Andalusien, död 14 november 1946 i Alta Gracia, Córdoba, Argentina, var en spansk klassisk kompositör, bekant för bland annat operan La vida breve, baletten El amor brujo ('Kärlekens trollmakt', i vilken finns bland annat Rituell elddans) och de tre nocturnerna för piano och orkester, Noches en los jardines de España ('Nätter i spanska trädgårdar').

## Biografi
Manuel de Falla växte upp i ett musikaliskt hem och tog stort intryck av de folksånger hans mor sjöng för honom. De skulle i framtiden få stor betydelse i hans verk. I hemmet sjöngs och spelades det mycket; modern var yrkespianist och Manuel de Falla fick pianolektioner av såväl sin morfar som av en professionell lärare. Vid femton års ålder intresserade han sig främst för litteratur och journalistik och grundade tillsammans med en grupp vänner de litterära tidskrifterna El Burlón (”Skämtaren”) och El Cascabel (”Bjällran”). 
När han 1893 medverkade i en konsert i Cádiz, då man bland annat spelade verk av Edvard Grieg, kände han, enligt hans egna ord, att han hade sin livsuppgift inom musiken. Tre år senare kom han in på pianolinjen på musikhögskolan i Madrid och lyckades snart vinna första priset i soloklassen. I det sammanhanget började den 20-årige pianisten kalla sig ”de Falla”. Några år efter högskoletiden träffade han Felipe Pedrell, som kom att betyda mycket för hans fortsatta karriär. Det var Pedrell som fick Manuel de Falla att upptäcka flamencon, som skulle få stor plats i hans kompositioner. Han första succé var operan La vida breve (”Det korta livet”) 1905. Emellertid dröjde det ända fram till 1913 innan premiären ägde rum i Nica.
Åren 1907–1914 bodde Manuel de Falla i Frankrike. Där träffade han Claude Debussy, Maurice Ravel, Isaac Albéniz och Pablo Picasso. När han återvänt till Spanien komponerade han orkesterverket Noches en los jardines de España (Nätter i spanska trädgårdar), baletterna El amor brujo (”Den förtrollande kärleken”) och El sombrero de tres picos (”Den trekantiga hatten”) och flera andra verk.
Tiden 1921–1939 bodde Manuel de Falla i Granada, i ett hus i närheten av Alhambra. Bland hans närmaste vänner fanns Federico García Lorca. Tillsammans ägnade de sig åt att uppteckna andalusisk folklore — musiken och dikterna. 1936 greps Lorca, som öppet visat sitt stöd för den lagliga regeringen, av nationalisterna. Manuel de Falla försökte förgäves rädda honom. Federico García Lorca fördes ut före soluppgången den 19 augusti 1936 och sköts.
När Franco gripit makten i Spanien valde Manuel de Falla att flytta till Argentina. Franco försökte flera gånger få de Falla att bosätta sig i Spanien, men kompositören stannade i Sydamerika till sin död den 14 november 1946.

## Verk

### Verk för scenen
- Los amores de la Inés, zarzuela (1901–1902)
- La vida breve (Det korta livet), opera (lyriskt drama) (1904–1913)
- Interlude och Dans
- Fuego fatuo, opera efter tema av Chopin; ofullbordad (1918–1919)
- El retablo de Maese Pedro (Mäster Pedros marionetter), dockopera (1919–1923)
- El gran teatro del mundo, musik till Calderón de la Barcas pjäs (1927)
- Altántida, scenisk kantat för solist, kör och orkester (1927–1946); tillkomponerad och utvidgad av Ernesto Halffter (1961)

### Balett
- El amor brujo, "gitanería" för orkester (1915), balett (1919–1925). Konsertversion (1915–1916); konsertversion för liten orkester (1917); konsertversion för balett (1925); konsertversion för stråksextett (1915)
- Danza ritual del fuego
- El corregidor y la molinera, pantomim för röst och liten orkester (1916–1917); därefter omgjord till:
- El sombrero de tres picos, balett för stor orkester och röst (1917–1919)
- Två orkestersviter (1919–1921)
- Danse du meunier

### Orkesterverk
- Nätter i spanska trädgårdar för piano och orkester (1909–1916)
- Homenajes för orkester (1938–1939)
- Sektioner: I. "Fanfare sobre el nombre de E. F. Arbós" – II. "À Claude Debussy (Elegía de la guitarra)" – Rappel de la Fanfare – III. "À Paul Dukas (Spes Vitae)" – IV. "Pedrelliana".

### Koraler
- Balada de Mallorca för kör (1933)

### Arbeten för kammarorkester och soloinstrument
- Melodía para violonchelo y piano (1897)
- Pieza en Do mayor and Romanza för cello och piano (1898)
- Fanfare pour une fête (1921)
- Concerto for harpsichord, flute, oboe, clarinet, violin and cello, tillägnad Wanda Landowska (1923–1926)
- Fanfare sobre el nombre de Arbós (1934)

### Vokalverk
- Preludios för röst och piano, text ("Madre todas las noches") av Antonio de Trueba (1900)
- Rima ("Rime") för röst och piano, text ("Olas gigantes") av Gustavo Adolfo Bécquer (ca 1900)
- Dios mío, qué solos se quedan los muertos för röst och piano, text av Gustavo Adolfo Bécquer (ca 1900)
- Tus ojillos negros för röst och piano, text av Cristóbal de Castro (1902–1903)
- Cantares de Nochebuena "Julaftonssånger", nio folksånger för röst, gitarr och zambomba (1903–1904)
- Trois mélodies för röst och piano, text av Théophile Gautier (1909–1910)
- Siete canciones populares españolas för röst och piano, tillägnad Madame Ida Godebska (1914)
- Oración de las madres que tienen sus hijos en sus brazos för röst och piano, text av Gregorio Martínez Sierra (1914)
- El pan de Ronda que sabe a verdad för röst och piano, text av G. Martínez Sierra (1915)
- Psyché för sopran, flöjt, harpa violin och cello (1924)
- Soneto a Córdoba för sopran och harpa, text av Luis de Góngora (1927)

### Instrumentalverk

#### Piano
- Nocturne (1896)
- Mazurka en Do menor (1899)
- Serenata andaluza (1900)
- Canción (1900)
- Vals capricho (1900)
- Cortejo de gnomos (1901)
- Allegro de concierto (1903-1904)
- Cuatro piezas españolas, Pièces espagnoles för piano, tillägnad Isaac Albéniz (ca 1906–1909)
- Fantasía bética för piano, tillägnad Artur Rubinstein (1919)
- Canto de los remeros del Volga (del cancionero musical ruso) (1922)
- Pour le tombeau de Paul Dukas (1935) för piano (1935) orkestrerad för den tredje delen av Homenajes

#### Gitarr
- Pour le tombeau de Claude Débussy för gitarr, arrangerad för piano (1920); orkestrerad för andra delen av Homenajes

#### Versioner och arrangemang av andra kompositörers verk
- Cançó de nadal (1922)
- Debussy: Prélude à l'après-midi d'un faune (1924)
- Preludio (1924)
- Rossini: Ouvertyr till "Barberaren i Sevilla" (1924–1925)
- Ave María (1932)
- L'amfiparnaso (Palma de Mallorca, 1934)
- Invocatio ad individuam trinitatem (Granada, 1935)
- Himno marcial (Granada, 1937)
- Emendemus in melius (Granada, 1939)
- Madrigal: prado verde y florido (Granada, 1939)
- Romance de Granada: qué es de ti, desconsolado (Granada, 1939)
- Tan buen ganadico (Granada, 1939)
- ¡Ora, sus! (Granada, 1939)
- O magnum mysterium (in circuncisione Domini) (Villa del Lago, 1940–1942)
- Tenebrae factae sunt (responsorium) (Villa del Lago, 1940–1942)
- Miserere mei Deus (salmo 50) (Villa del Lago, 1940–1942)
- In festo Sancti Jacobi (o Lux et decus Hispaniae) (Villa del Lago, 1940–1942)
- Benedictus (de la misa "Vidi speciosam") (Villa del Lago, 1940–1942)
- Gloria (de la misa "Vidi speciosam") (Villa del Lago, 1940–1942)
- Cançó de l'estrella' (Villa del Lago, 1941–1942)
- Romance de Don Joan y Don Ramón (Villa del Lago, 1941–1942)